# KANJ
Koordinaten: 30° 9′ 56″ N, 96° 52′ 15″ W
KANJ oder KANJ-FM (Branding: „Keeping Always Near Jesus“) ist ein US-amerikanischer nichtkommerzieller religiöser Hörfunksender aus Giddings im US-Bundesstaat Texas. KANJ sendet auf der UKW-Frequenz 91,1 MHz. Eigentümer und Betreiber sind die Houston Christian Broadcasters, Inc.